# تقويم بهائي

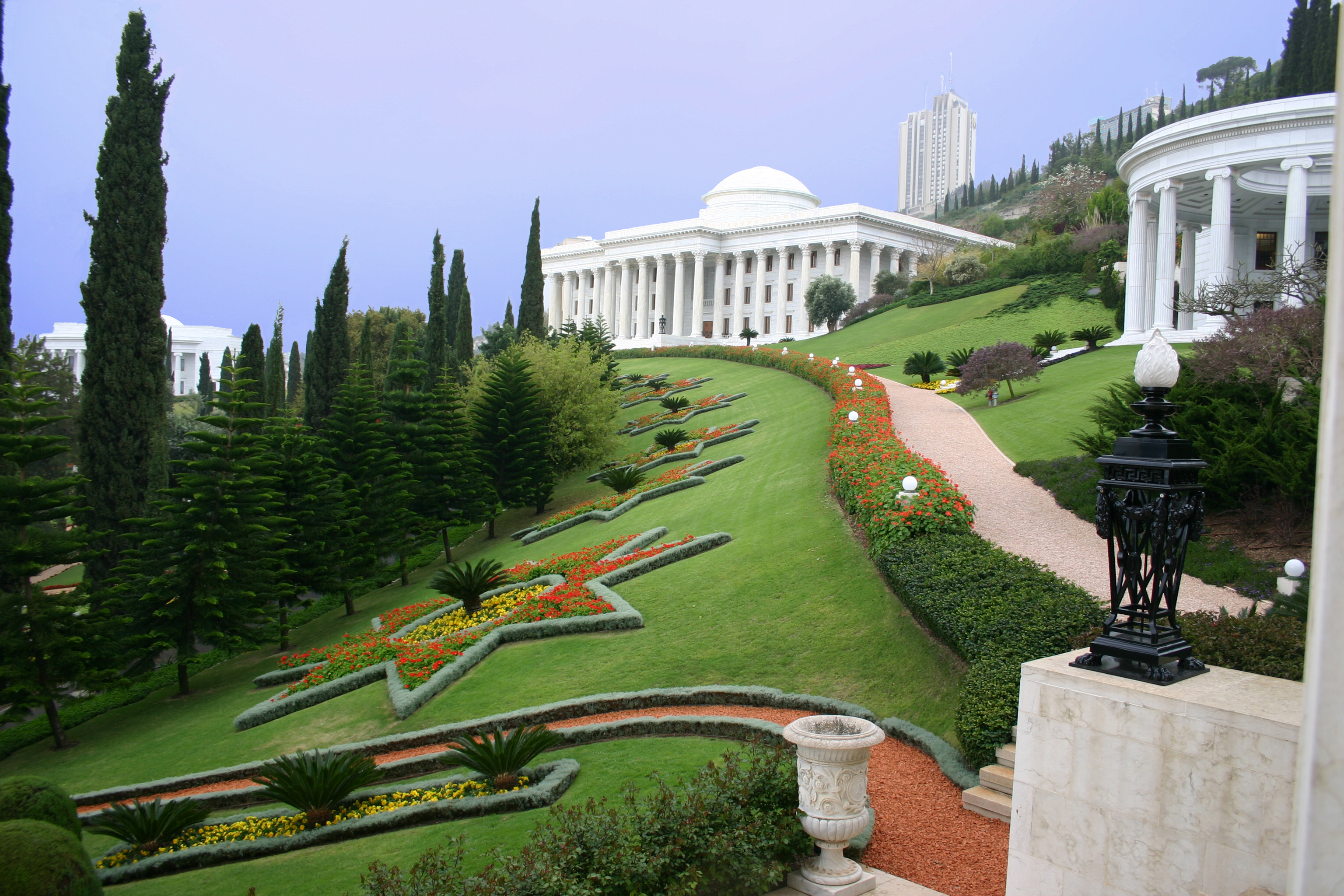

التقويم البهائي أو تقويم بديع هو التقويم المستعمل في الدين البهائي وهو تقويم شمسي فيه السنة العادية 365 يوم والسنة الكبيسة 366 ، السنة 19 شهر والشهر 19 يوم. هناك أيام إضافية (4 في السنة العادية و5 في الكبيسة). تبدأ السنة عند الاعتدال الربيعي ويبدأ التقويم أي اليوم الأول من السنة الأولى للتقويم البهائي في 21 آذار 1844 م. السنة 171 بهائي تقع بين 21 آذار 2014 و20 آذار 2015 م.

## أشهر السنة البهائية
1. شهر البهاء
2. شهر الجلال
3. شهر الجمال
4. شهر العظمة
5. شهر النور
6. شهر الرحمة
7. شهر الكلمات
8. شهر الكمال
9. شهر الأسماء
10. شهر العزة
11. شهر المشية
12. شهر العلم
13. شهر القدرة
14. شهر القول
15. شهر المسائل
16. شهر الشرف
17. شهر السلطان
18. شهر الملك
19. شهر العلاء

## الأسبوع
- الأسبوع البهائي متكون من سبعة أيام.
- ويبداء الأسبوع البهائي من يوم السبت(يوم الجلال).
- وينتهي في يوم الجمعة وهو يوم الراحة(يوم استقلال).

أيام الأسبوع البهائي :
| يوم      | اليوم البهائي |
| -------- | ------------- |
| السبت    | الجلال        |
| الأحد    | الجمال        |
| الأثنين  | الكمال        |
| الثلاثاء | الفضال        |
| الأربعاء | العدال        |
| الخميس   | الأستجلال     |
| الجمعة   | أستقلال       |